# Crazy Frog Racer
Crazy Frog Racer — видеоигра, разработанная Neko Entertainment и изданная Digital Jesters в 2005 году в Европе и Австралии. Игра была выпущена для платформ Windows, Sony PlayStation 2, Game Boy Advance и для Nintendo DS.
Год спустя, в декабре 2006 года, вышло продолжение Crazy Frog Racer 2.

## Игровой процесс
В версиях Playstation 2 и ПК игроки играют за персонажа Crazy Frog и другими персонажами по четырем трассам, чтобы занять 1-е место. На трассах разбросаны монеты, которые дают игроку 500 очков за каждую подобранную монету, которые можно использовать для покупки бонусов во время гонок.

## Режимы
В версии для PlayStation 2 и Windows предусмотрено четыре режима:
- Одиночная гонка: до двух игроков участвуют в гонке на трассе по своему выбору.
- Испытания на время: игрок проходит трассу так быстро, как только может.
- Погоня: играя за Крэйзи Фрога, игроки должны убегать от нескольких дронов как можно дольше.
- Арена: режим для двух игроков, в котором игроки сражаются на выбранной арене.

В версии для Game Boy Advance также реализовано четыре режима:
- Турнир: Основной игровой режим, в котором игрок должен участвовать в гонках по четырем часам в бронзовом, серебряном и золотых кубках на выбранном классе двигателя (50 см³, 100 см³, 150 см³)
- Контрольная точка Ралли: на выбранной трассе игроки добираются до следующей контрольной точки до истечения времени.
- Безумие контрольной точки: похоже на ралли контрольной точки, но игрок соревнуется с ИИ.
- Последний оставшийся на ногах: режим выживания, в котором игроки атакуют своих противником предметами, чтобы остаться на ногах последним.

В отличие от версии PS2 и ПК, в версии для GBA отсутствует мультиплеерный режим.

## Критика
Crazy Frog Racer получил в целом неблагоприятные отзывы игровой прессы с совокупным рейтингом в 28 % по версии GameRankings для версии PlayStation 2. Алексей Моисеев в обзоре для журнала Игромания поставил игре оценку 3,5 отметив кошмарный дизайн трасс, плохую графику и однообразность геймплея